# Ohnivý kruh (opera)
Ohnivý kruh (v arménském originále Կրակե օղակում) je opera o dvou dějstvích a osmi obrazech arménského skladatele Aveta Terterjana na libreto Vladimira Šachnazarjana na motivy povídky Jedenačtyřicátý (Сорок первый) ruského spisovatele Borise Lavreňova a básní Bouřlivé davy a Suma Jeghiše Čarence. Premiéru měla 2. listopadu 1967 ve Státním akademickém divadle opery a baletu A. A. Spendiarjana v Jerevanu.

## Vznik, historie a charakteristika opery
Avet Terterjan se na počátku 60. let seznámil se Lvem Michajlovem, hlavním režisérem moskevského Divadla K. S. Stanislavského a V. I. Němiroviče-Daňčenka, který jej po vyslechnutí Terterjanových skladeb požádal o napsání opery. Navrhl jako námět hru Matka Kuráž od Bertolta Brechta a Terterjan se i vypravil do Německa navštívit Brechtovu vdovu, ale jednání o autorských právech ztroskotala. Nové téma skladateli a režisérovi navrhl arménský novinář Vladimir Šachnazarjan: byla jím povídka Jedenačtyřicátý Borise Lavreňova z roku 1924, v té době známá především ve stejnojmenném filmovém zpracování režiséra Grigorije Čuchraje (1956). Skladatele zaujala dramatičnost a soustředěnost příběhu, vhodná pro operní zpracování.

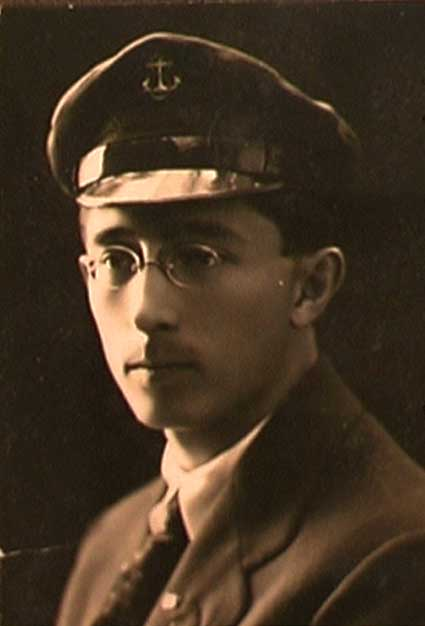
Boris Lavreňov, autor námětu

Libreto napsal Šachnazarjan za Michajlovovy spolupráce. Lavreňovovu povídku oprostil od všech vedlejších linií a její dějiště přenesl do Arménie, ponechal však časové zakotvení do doby občanské války, i když konkrétní okolnosti jsou méně zdůrazněny. Strukturu příběhu doplnil využitím dvou básní významného arménského básníka a Lavreňovova současníka Jeghiše Čarence (1897–1937). Jak napsal libretista Šachnazarjan, „Chtěli jsme, abyste se na dramatické události prvních let revoluce podívali očima lidí dneška. Vždyť minulost se odráží v současnosti a vrhá odlesk na budoucnost“.
Premiéra opery se nakonec nekonala v Moskvě, ale v Jerevanském operním divadle roku 1967 se značným ohlasem. Režii měli Lev Michajlov a V. Bagratuni, výpravu navrhl Minas Asvetijan, dirigoval skladatelův bratr German Terterjan, choreografii nastudovali V. Chanamirjan a V. Galstjan; tato inscenace byla ukázána i v Moskvě v ruském překladu A. Mašistova, získala cenu na Všesvazové soutěži hudebního divadla při příležitosti 50. výročí VŘSR a byla i základem gramofonové nahrávky. Roku 1972 byl vydán její klavírní výtah.
Roku 1977 ji uvedlo Kirovovo divadlov Leningradě, a to v přepracované verzi režiséra T. Levonjana pod názvem (Bouřlivé davy spějí) Vstříc slunci (Навстречу солнцу), podle názvu Čarencovy básně. Tato verze se hrála i v Jerevanu. Roku 1977 ji uvedlo rovněž divadlo v Halle v tehdejší Německé demokratické republice. 1. září 2014 byla poprvé uvedena ve staré pevnosti v Šuši (Náhorní Karabach) k 85. výročí narození Aveta Terterjana a Dni nezávislosti Arcachu (=Náhorního Karabachu).
Terterjan se v opeře odvrací od klasického modelu opery a spojením zpěvu, mluveného slova a tance se vrací k počátkům žánru. Vlivy národní hudby jsou vidět zejména v dvojzpěvech vedených unisono, ve stylu staré arménské církevní monodie, a v melodice sborových částí s bohatými melismaty a technikami figurace a provedení témat. Ulrich Schreiber označuje Ohnivý kruh jako „pozoruhodné podobenství o ztroskotavší utopii spojení (i sexuálního) přes hranice znepřátelených táborů“. Opera je považována za jeden z vrcholů Terterjanovy tvorby.
Představení opery trvá asi 80 minut.
Stejný Lavreňovův námět zhudebnil rovněž Siegfried Matthus (Der letzte Schuss, 1967 Berlin, Komische Oper).

## Osoby
- Dívka – soprán
- Podporučík – baryton
- Hlas za scénou – tenor
- Básník – mluvená role
- Mužský sbor, ženský sbor, balet

## Děj opery
Odehrává se v horách za občanské války.

### 1. dějství
(1. obraz) Jeden voják zajal druhého.
(2. obraz) Bitva (představovaná choreograficky), na obou stranách padají vojáci až zůstanou jen oni dva z prvního obrazu. Teprve nyní se ukazuje, kdo jsou: rudoarmějka zajala bílého podporučíka.
(3. obraz) Zraněný důstojník v horečce blouzní, dívka mu zpívá, aby usnul. K jejímu osamělému zpěvu se připojují hlasy okolních hor. Básník popisuje situaci: ze dvou nepřátelských vojsk zbyli jen dva lidé, o samotě uprostřed hor.
(4. obraz) Sbor zpívá o zemi, která dnes nasákla krví z bratrovražedného boje.

### 2. dějství
(5. obraz) Uplynul nějaký čas, poddůstojník a jeho věznitelka jsou stále o samotě, jsou nepřátelé, nemluví spolu. Když oni mlčí, příroda k nim mluví a vzbuzuje v nich lidské city.
(6. obraz) Láska – balet, jednohlasý zpěv s doprovodem perkusí.
(7. obraz) Po dlouhém bdění rudoarmějka usíná; ve snu už není vojákem, ale ženou. Důstojník ji chce jako nepřítelkyni zabít a zachránit tím vlastní život, ale nedokáže to, cítí k ní náklonnost.
(8. obraz) Blíží se lidé. Tím se oba hrdinové vracejí do zpět světa, kde jsou především zástupci znepřátelených táborů; pokus vymanit se ze vzorce „poražený – vítěz“ neuspěl. Rudoarmějka poddůstojníka zastřelí. Opera končí „hlasitým, množícím se vřískotem dívky“.

## Instrumentace
Pikola, dvě flétny, dva hoboje, anglický roh, tři klarinety, basklarinet, dva fagoty, čtyři lesní rohy, tři trubky, tři pozouny, tuba, tympány, bicí souprava, xylofon, celesta, harfa, klavír, smyčcové nástroje (housle, violy, violoncella, kontrabasy).
Nebo: Pikola, tři flétny, tři hoboje, anglický roh, čtyři klarinety, tři fagoty (jeden dubluje basklarinet), čtyři lesní rohy, tři trubky, tři pozouny, tuba, tympány, vířivý buben, velký buben, tamtam, klavír, smyčcové nástroje.

## Diskografie
- 1980 (2 LP, С10-13707-10). Zpívají (dívka) E. Mikaeljan, (podporučík) M. Erkat, (hlas za scénou) S. Barchudarjan, (básník) V. Bagratuni. Velký sbor a velký orchestr Ústřední televize a Všesvazového rozhlasu řídí German Terterjan.[3]